# Vitus von Habdank
Vitus von Habdank († 27. November 1325) war gewählter Bischof von Breslau, konnte jedoch das Amt nicht antreten.

## Werdegang
Vitus von Habdank war seit 1293 Domkantor in Breslau. Nach dem Tod des Breslauer Bischofs Heinrich von Würben wurde er am 25. Dezember 1319 von einem Teil des Domkapitels zum Nachfolger gewählt, während sich der andere Teil für den Glogauer Scholaster Lutold von Kremsier entschied. Trotzdem wurde die Wahl von Vitus von Habdank durch den Gnesener Erzbischof Janislaw, durch den auch die Bischofsweihe erfolgte, bestätigt.
Da gegen seine Berufung beim Päpstlichen Hof in Avignon Einspruch erhoben wurde, konnte Vitus das Bischofsamt nicht antreten. Das Bistum wurde durch den Administrator Nikolaus von Banz verwaltet.
Nach langwierigen Prozessen verzichtete Vitus von Habdank 1325 auf das Bistum.